# Peter Barnes (piłkarz)
Peter Simon Barnes (ur. 10 czerwca 1957 w Manchesterze) – angielski piłkarz występujący na pozycji pomocnika.
W barwach Manchesteru City, West Bromwich Albion, Leeds United, Coventry City i Manchesteru United rozegrał łącznie 268 spotkań i zdobył 43 bramki w Division One. Zadebiutował w tych rozgrywkach jako zawodnik Manchesteru City, 12 października 1974 w przegranym 1:2 meczu z Burnley, a 19 marca 1975 w przegranym 1:2 pojedynku z Carlisle United strzelił swojego pierwszego gola w Division One. W sezonie 1975/1976 zdobył Puchar Ligi Angielskiej z Manchesterem City.
W reprezentacji Anglii zadebiutował 16 listopada 1977 w wygranym 2:0 meczu el. do MŚ 1978 z Włochami, a 13 maja 1978 w wygranym 3:1 pojedynku British Home Championship z Walią strzelił swojego pierwszego gola w kadrze. W latach 1977–1982 w drużynie narodowej zagrał 22 razy i zdobył cztery bramki.